# Alexander Pereswet

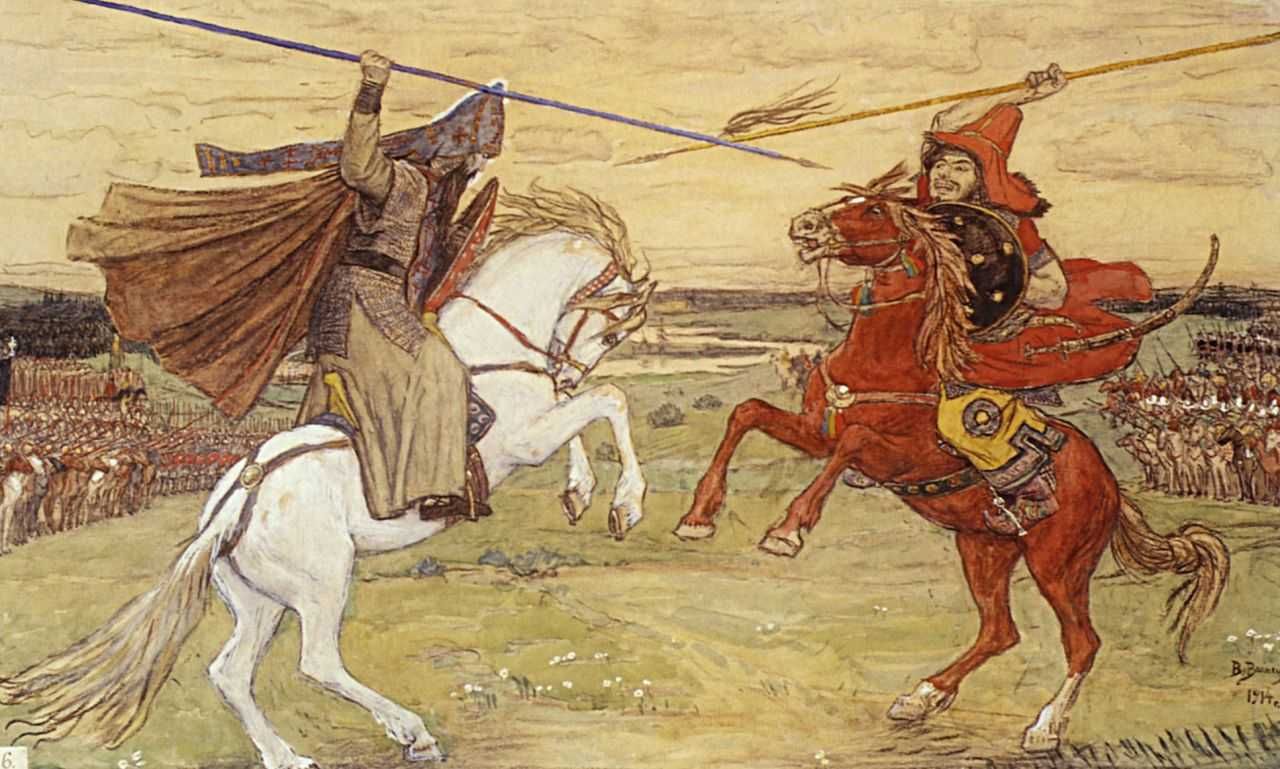
Pereswets Duell mit Temir-Mirza (1914), Gemälde von Wiktor Wasnezow

Alexander Pereswet (russisch Александр Пересвет, deutsch: „Alexander Lichtbringer“; † 8. September 1380 bei Kulikowo Pole in der Oblast Tula) war ein legendärer russisch-orthodoxer Mönch. Pereswet trat zu Beginn der Schlacht auf dem Schnepfenfeld im Zweikampf gegen den tatarischen Krieger Temir-Mirza (Tschelubei) an. Beide Kontrahenten töteten sich gegenseitig, aber da Pereswet als Zweiter vom Pferd fiel, galt er als Sieger. Alexander Pereswet wurde auch in der Ära Putin als Held stilisiert, hat aber vermutlich nie existiert.

## Legende

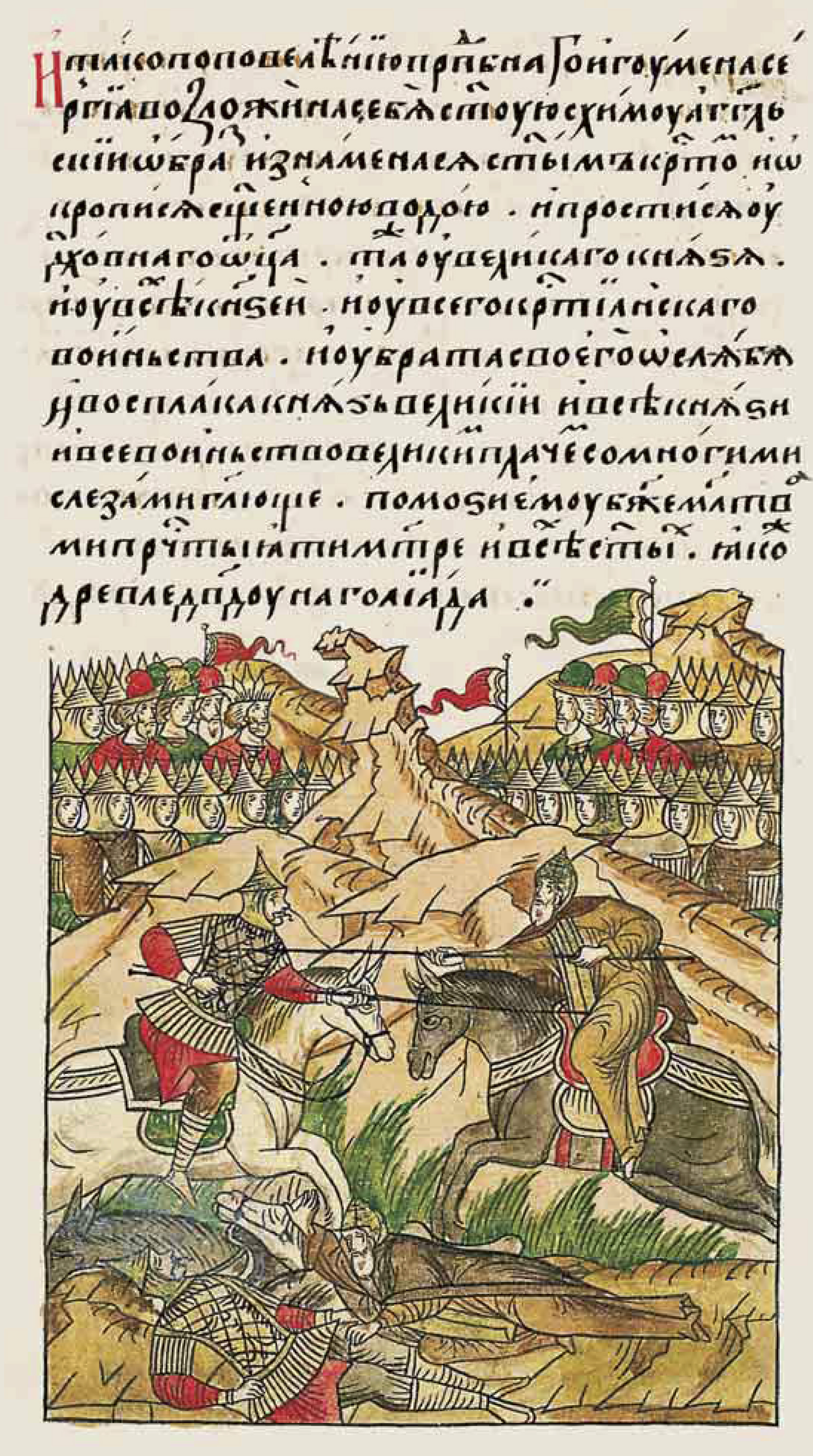
Die Legende von Pereswet (16. Jh.): „Und so ging der Mönch Pereswet, ein Novize des ehrwürdigen Abtes Sergius, gegen den tatarischen Helden Temir-Mirza vor, und sie schlugen hart zu, so laut und heftig, dass die Erde bebte, und beide fielen zu Boden und trafen ihr Ende; und auch ihre Pferde waren in derselben Stunde tot.“

Die Existenz einer Person namens Alexander Pereswet wird aus der Legende abgeleitet und ist historisch nicht belegt. Quellen für die Legende sind das Epos von der Schlacht am Don (russ. Sadonschtschina) aus dem Ende des 14. Jahrhunderts und die Legende von der Schlacht bei Mamajew aus dem 15. Jahrhundert. Laut dem Autor der Sadonschtschina, dem Bojaren Sifoni von Brjansk, wurde Alexander in oder bei Brjansk geboren. Im Borisoglebski-Kloster zu Rostow am Don legte Alexander das Mönchsgelübde ab und schloss sich dem heiligen Sergius von Radonesch an.
Dmitri, der Großfürst von Moskau und Wladimir, besuchte das Kloster von Sergius vor der anstehenden Schlacht gegen die zahlenmäßig überlegene Goldene Horde und ließ sich von Sergius segnen. Die Mönche Alexander und Rodion Osljabja schlossen sich daraufhin als Waffenbrüder dem Heer des Großfürsten an.
Alexander meldete sich für das traditionelle Heldenduell, das vor Beginn der Schlacht ausgetragen wird und als Vorzeichen für den Ausgang der Schlacht dienen soll. Die Goldene Horde wählte den Tataren Temir-Mirza aus, der als unbesiegbar galt. Alexander verzichtete auf eine Rüstung und trug nur ein Hemd mit einem gut sichtbaren Kreuz. Das Kreuz sollte seinem Gegner als Zielscheibe dienen, denn der Speer sollte ungehindert den Körper durchdringen, ohne dabei Pereswet vom Pferd zu werfen. Gleichzeitig tötete er den Tataren und warf ihn mit seinem Speer zu Boden. Da Pereswet nach Temir-Mirza tot vom Pferd fiel, galt das als positives Omen für einen russischen Sieg. In der anschließenden Schlacht auf dem Schnepfenfeld fügten die Kampfverbände der russischen Fürstentümer dem Heer der Mongolen und Tataren eine vernichtende Niederlage zu.
Nach der Schlacht wurden die Gebeine von Alexander Pereswet und seinem Glaubensbruder Rodion Osljabja geborgen. Sie sind heute angeblich neben der Geburtskirche der Heiligen Jungfrau Maria von Stari Simonowo im Simonow-Kloster bei Moskau beerdigt.

## Rezeption

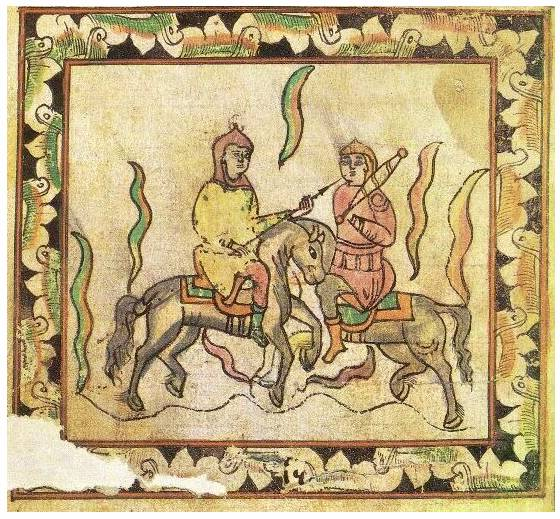
Heldenduell in einer russ. Buchillustration aus dem 17. Jahrhundert
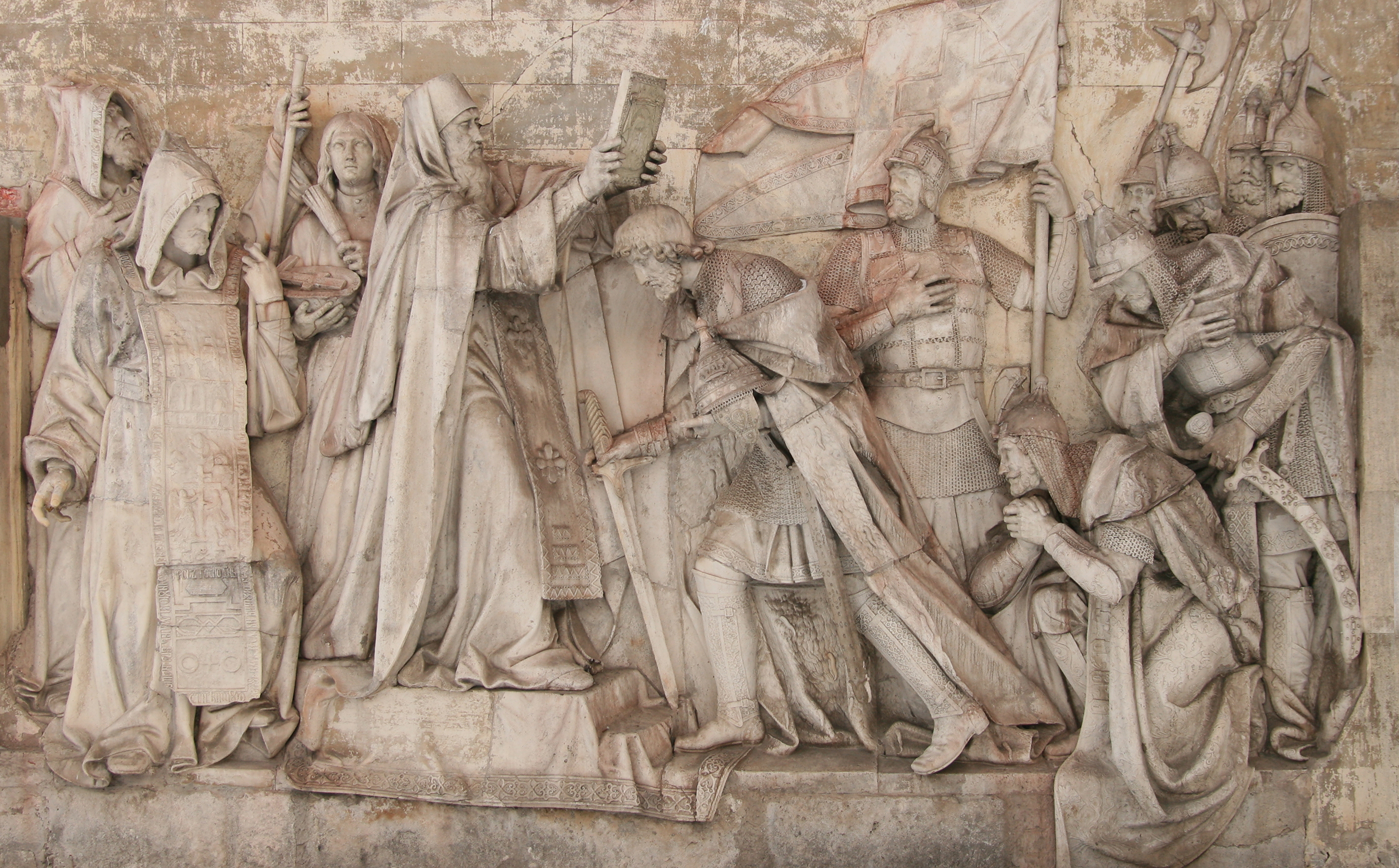
Sergius segnet Großfürst Dmitri, links Pereswet und Osljabja
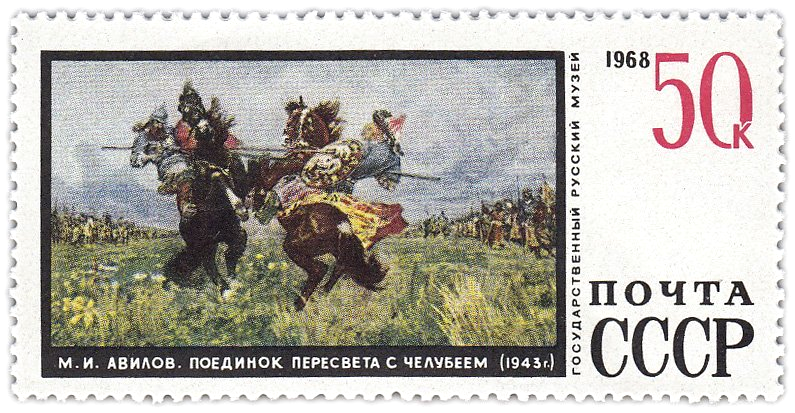
Briefmarke der Sowjetunion (1968)
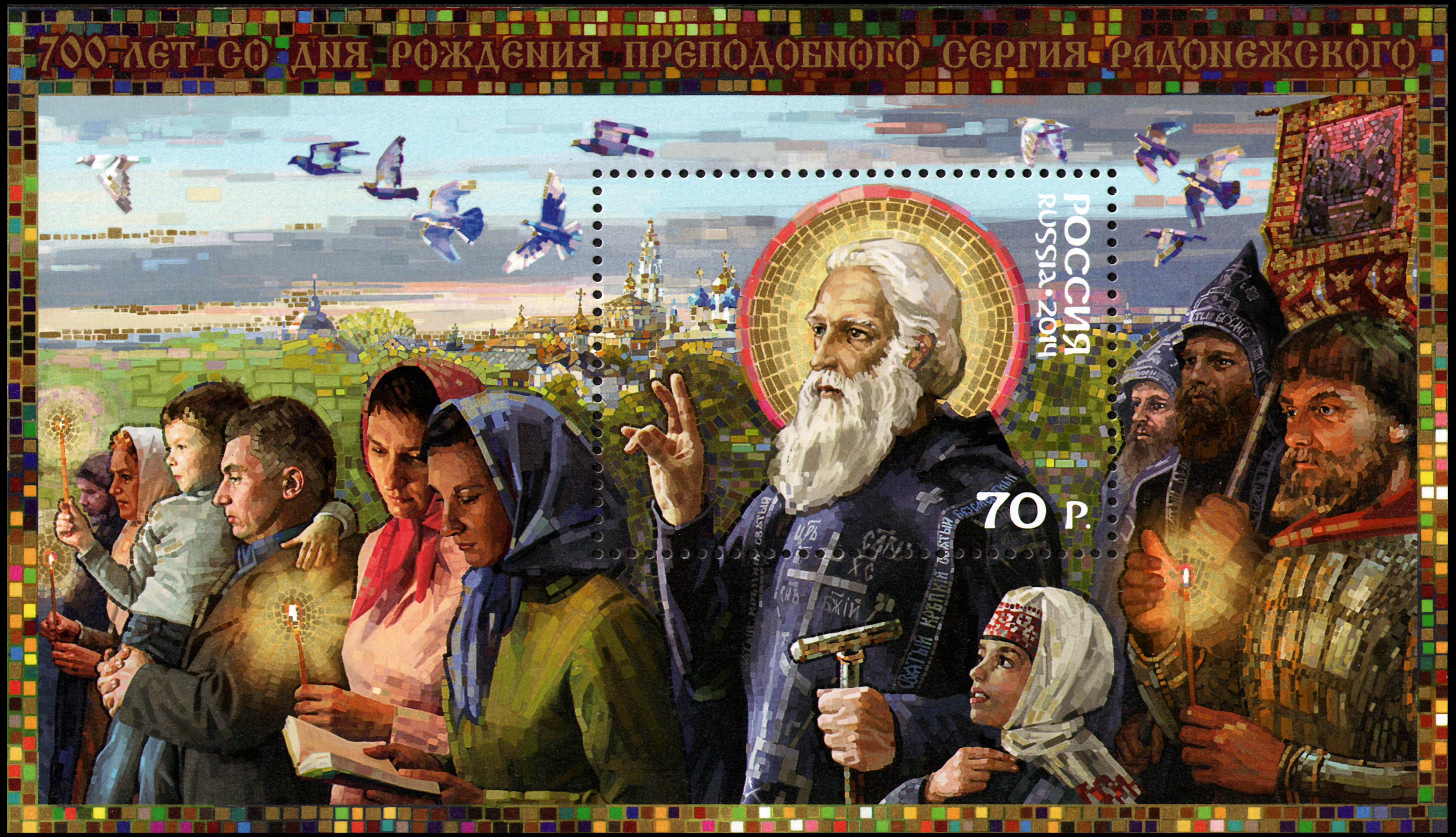
Russische Briefmarke mit Sergius, Pereswet und Osljabja (2014)
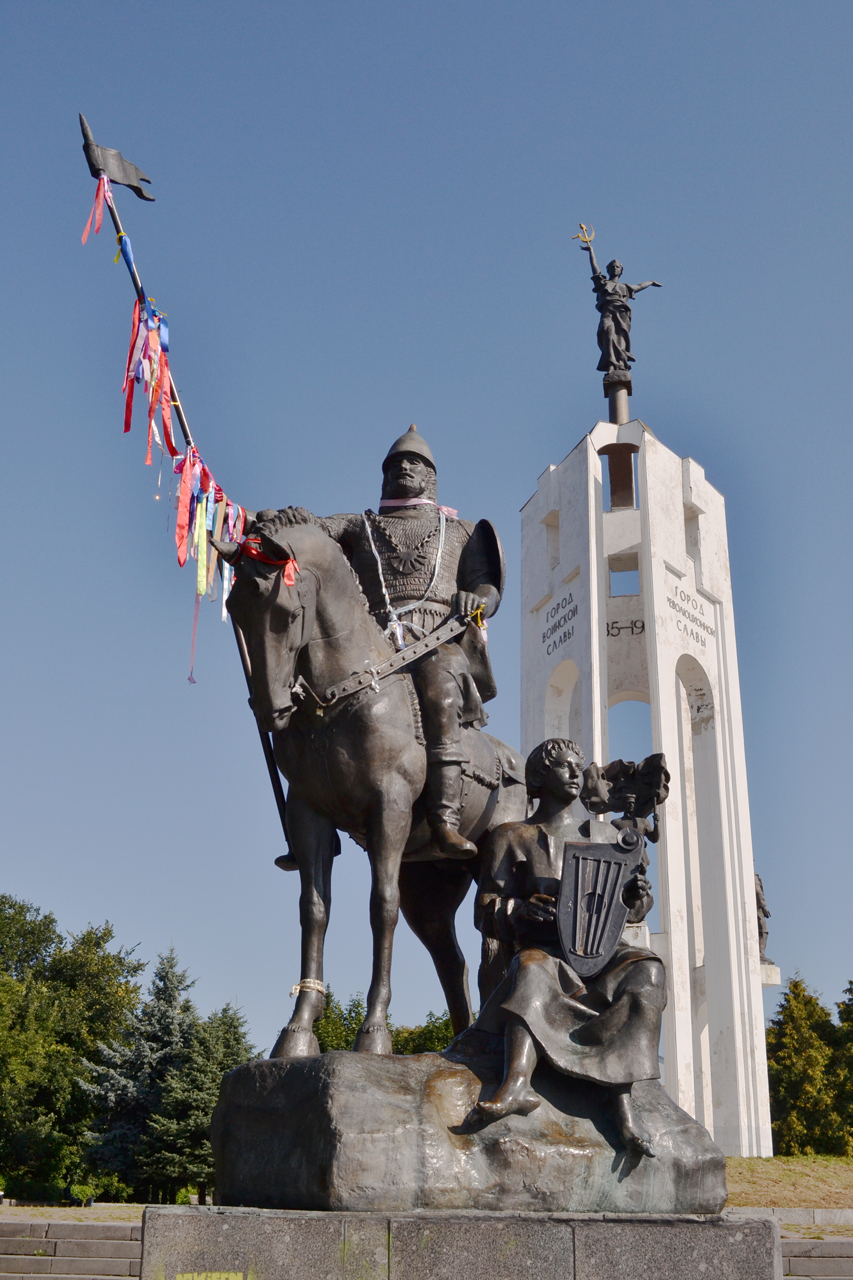
Reiterstandbild bei Brjansk
Wappen der Stadt Pereswet (2000)

### Heiligsprechung
Pereswet wurde als Märtyrer angesehen und inoffiziell verehrt. In mündlichen Überlieferungen wurde das Andenken an seine Heldentat bewahrt und überliefert. Die Russisch-Orthodoxe Kirche hat ihn 2016 heiliggesprochen. Sein Gedenktag in der Kathedrale der Heiligen von Radonesch ist der 6./19. Juli (gregorianisch), in der Kathedrale der Moskauer Heiligen am Sonntag vor dem 26. August/8. September, in der Kathedrale der Heiligen von Brjansk am 7./20. September und in der Kathedrale der Heiligen von Tula am 22. September/5. Oktober. Sein Tod gilt als Symbol für Todesmut und Opferbereitschaft.

### Bildhauerei
Auf einem Flachrelief, das bis 1931 in der Moskauer Christ-Erlöser-Kathedrale befestigt war, ist Alexander Pereswet unmittelbar neben dem segnenden Sergius abgebildet. Das Flachrelief wurde vor der Sprengung der Kathedrale durch Stalin abgenommen und ins Donskoi-Kloster verbracht.
Auf dem Pokrowskaja-Berg bei Brjansk erinnert ein monumentales Reiterstandbild an Alexander Pereswet. Ebenso steht in seiner Geburtsstadt Brjansk eine Statue des Kampfmönchs.

### Briefmarken
Die sowjetische Post gab 1968 eine Briefmarke heraus, die Alexander Pereswet im Kampf zeigt. Die Marke im Wert von 50 Kopeken gibt das Gemälde Duell zwischen Pereswet und Temir-Mirza (1943) von Michail Awilow wieder.
Eine Marke der russischen Post von 2014 zeigt den berittenen Pereswet vor dem Duell. Ebenfalls 2014 wurde anlässlich des 700. Geburtstages des heiligen Sergius ein Sondermarkenblock herausgegeben, der zentral Sergius zum Nennwert von 70 Rubel zeigt und hinter ihm den Großfürsten Dmitri und die beiden Mönche Pereswet und Osljabja.

### Namensgeber
Die Pereswet-Klasse war eine Linienschiffsklasse der Kaiserlich-Russischen Marine. Alle drei Schiffe der Klasse wurden im Russisch-Japanischen Krieg von 1904–1905 versenkt. Die Pereswet wurde im Juni 1905 von den Japanern geborgen, wieder flott gemacht, im Ersten Weltkrieg an die Russen zurück verkauft und 1917 von einer deutschen Mine im Mittelmeer erneut versenkt. Das zweite Schiff der Pereswet-Klasse wurde nach Alexanders Waffenbruder Osljabja benannt. Die Osljabja sank 1905 in der Seeschlacht bei Tsushima.
Am 8. Dezember 1999 wurde der Raketenforschungsstadt Nowostroika (russ. „Neubau“) bei Krasnosawodsk in der Oblast Moskau der offizielle Name Pereswet verliehen. Die Stadt führt ihren Namenspatron als Reiter mit Lanze im Stadtwappen.
Im März 2018 stellte die russische Regierung die neue Laserwaffe Pereswet mit einer angeblichen Reichweite von 1500 Kilometern vor, die gegnerische Satelliten- und Aufklärungssysteme blenden und damit außer Gefecht setzen können soll.